# Christina McHale
Christina McHale (nacida 11 de mayo de 1992) es una jugadora estadounidense de tenis. McHale ha derrotado a algunas jugadoras importantes dentro del circuito WTA, incluyendo a la entonces n.º 1 del mundo Caroline Wozniacki, a las dos veces campeona de Grand Slam Svetlana Kuznetsova, a la campeona de Wimbledon Petra Kvitová y a la exfinalista de Wimbledon Marion Bartoli. En 2009 junto a la croata Ajla Tomljanović se proclamó campeona en dobles junior del Abierto de Australia.

## Biografía
Christina McHale nació en Teaneck (Nueva Jersey). Es hija de John y Margarita McHale. Su padre es de ascendencia irlandesa mientras su madre nació en Cuba. Su familia vivió en Hong Kong desde que ella tenía tres años hasta que cumplió los ocho, y por lo cual ella habla un poco de chino mandarín, además de hablar inglés y español de manera fluida. En el 2000, la familia McHale se mudó de regreso a los Estados Unidos y compraron una casa en Englewood Cliffs, Nueva Jersey.
Christina McHale actualmente entrena en el USTA Training Center in Carson, California. A los 15 años, ella dejó su casa para ir a entrenar al centro de entrenamiento de la USTA en Boca Raton, Florida.
Sus jugadores favoritos incluyen Andy Roddick, Serena and Venus Williams, y Rafael Nadal. En su tiempo libre, disfruta escuchar música y salir con sus amigos. Todavía reside en los suburbios de Englewood Cliffs, Nueva Jersey.

## Clasificación en torneos del Grand Slam
| Torneo           | 2009 | 2010 | 2011 | 2012 | 2013 | 2014 | 2015 | 2016 | 2017 | 2018 | 2019 | 2020 | 2021 | G-P   | Títulos |
| ---------------- | ---- | ---- | ---- | ---- | ---- | ---- | ---- | ---- | ---- | ---- | ---- | ---- | ---- | ----- | ------- |
| Australia        | 1R   | -    | 1R   | 3R   | 1R   | 2R   | 2R   | 1R   | 1R   | 1R   | Q3   | 1R   | 1R   | 4-11  | 0/11    |
| Roland Garros    | -    | 1R   | 1R   | 3R   | 1R   | 1R   | 1R   | 1R   | 1R   | 1R   | Q1   | 2R   |      | 3-10  | 0/10    |
| Wimbledon        | -    | -    | 2R   | 3R   | 2R   | 1R   | 2R   | 2R   | 2R   | 1R   | 1R   | ND   |      | 7-9   | 0/9     |
| Estados Unidos   | 2R   | 1R   | 3R   | 1R   | 3R   | 2R   | 1R   | 2R   | 2R   | 1R   | Q2   | 1R   |      | 8-11  | 0/11    |
| Ganados/Perdidos | 1-2  | 0-2  | 3-4  | 6-4  | 3-4  | 2-4  | 2-4  | 2-4  | 2-4  | 0-4  | 0-1  | 1-3  | 0-1  | 22-41 | 0/41    |

## Títulos WTA (3; 1+2)

### Individual (1)
| Leyenda                                |
| Grand Slam (0)                         |
| WTA Tour Championships (0)             |
| P. Mandatory & Premier 5, WTA 1000 (0) |
| Premier, WTA 500 (0)                   |
| International, WTA 250 (1)             |

| N.º | Fecha                    | Torneo                | Superficie | Oponente en la final | Resultado     |
| --- | ------------------------ | --------------------- | ---------- | -------------------- | ------------- |
| 1.  | 18 de septiembre de 2016 | Tokio (International) | Dura       | Kateřina Siniaková   | 3-6, 6-4, 6-4 |

#### Finalista (1)
| N.º | Fecha              | Torneo   | Superficie | Oponente en la final | Resultado        |
| --- | ------------------ | -------- | ---------- | -------------------- | ---------------- |
| 1.  | 1 de marzo de 2014 | Acapulco | Dura       | Dominika Cibulková   | 6-7(3), 6-4, 4-6 |

### Dobles (2)
| Leyenda                                |
| Grand Slam (0)                         |
| WTA Tour Championships (0)             |
| P. Mandatory & Premier 5, WTA 1000 (0) |
| Premier, WTA 500 (0)                   |
| International, WTA 250 (2)             |

| N.º | Fecha                 | Torneos | Superficie | Pareja     | Oponentes en la final          | Resultado   |
| --- | --------------------- | ------- | ---------- | ---------- | ------------------------------ | ----------- |
| 1.  | 16 de enero de 2016   | Hobart  | Dura       | Xinyun Han | Kimberly Birrell Jarmila Wolfe | 6-3, 6-0    |
| 2.  | 16 de octubre de 2016 | Tianjin | Dura       | Shuai Peng | Magda Linette Xu Yifan         | 7-6(8), 6-0 |

#### Finalista (2)
| N.º | Fecha                    | Torneos   | Superficie | Pareja           | Oponentes en la final      | Resultado        |
| --- | ------------------------ | --------- | ---------- | ---------------- | -------------------------- | ---------------- |
| 1.  | 15 de septiembre de 2019 | Hiroshima | Dura       | Valeria Savinykh | Misaki Doi Nao Hibino      | 6-3, 4-6, [4-10] |
| 2.  | 28 de agosto de 2021     | Cleveland | Dura       | Sania Mirza      | Shuko Aoyama Ena Shibahara | 5-7, 3-6         |